# Iglesia de San Jorge (Burkin)
La Iglesia de San Jorge (en árabe: كنيسة القديس جاورجيوس), también conocida como Iglesia de los Diez Leprosos, es iglesia cristiana ortodoxa de la era bizantina en el pueblo de Burkin, en Cisjordania, Palestina. Con más de 1.600 años de antigüedad, está considerada como el quinto lugar santo cristiano más antiguo y la tercera iglesia más antigua del mundo. La iglesia ha sido restaurada varias veces y está actualmente en uso por la pequeña comunidad ortodoxa del pueblo cristiano.
Según la tradición cristiana, Jesús habría pasado por Burkin en su camino a Jerusalén desde Nazaret y al pasar por el pueblo oyó gritos de auxilio de diez leprosos que se encontraban aislados en cuarentena. Él los encontró y les pasó la mano por la cara y luego se "curaron inmediatamente". Dado este "milagro", la iglesia se convirtió en un punto especial para muchos peregrinos cristianos.
Las excavaciones muestran que la Iglesia pasó a través de cuatro períodos históricos diferentes. La primera iglesia fue mandada construir por Santa Helena durante la época Bizantina en la cueva donde el "milagro" se llevó a cabo. La cueva parecía ser una cisterna romana, que tiene una abertura en la parte superior y que contiene un altar. Durante los siglos sexto al noveno se extendió gradualmente la entrada de la cueva. Posteriormente, la iglesia fue abandonada por razones no aparentes, pero fue renovada durante el siglo XII y rodeada por un muro de piedra. En el siglo XIII la iglesia fue utilizada como escuela. En la actualidad, se compone de la cueva del leproso y un salón y nave del siglo XVIII.